# 切換頻率
電子系統中的切換頻率（switching frequency）也稱為開關頻率，是指電子開關切換的頻率，在一些電子系統上，也是載波的頻率。以下是一些會用到切換頻率的系統：
- D類放大器，有開關模式輸出的音響功率放大器。
- 許多使用变流技术的電子設備：
  - 升壓變換器
  - 降壓-升壓變換器
  - 降压变换器
  - 斩波器
  - 開關模式電源
  - 逆變器
- 馬達驅動器，变频器

一般而言，切換頻率和利用的電子開關特性，散熱能力有關。切換頻率越高，輸出的信號會越接近原始的信號，不過切換損失也會增加，而且產生的電磁干擾也會增強。
有些使用電子開關的系統，會因為其開關邏輯（例如使用起停式控制）而沒有固定的切換頻率。固定切換頻率的缺點是在頻譜上的能量集中在一個頻率上，不易進行濾波，因此也有些系統會刻意的變化切換頻率，讓頻譜上的能量比較分散。